# Kyaw Zin Phyo
Kyaw Zin Phyo (birmanisch ကျော်ဇင်ဖြိုး; * 1. Februar 1994 in Shwe Taung) ist ein myanmarischer Fußballspieler.

## Karriere

### Verein
Seinen ersten Vertrag unterschrieb Kyaw Zin Phyo 2009 beim Magwe FC. Der Verein aus Magwe spielte in der höchsten Liga des Landes, der Myanmar National League. 2019 wechselte er Ligakonkurrenten Ayeyawady United nach Pathein. 

### Nationalmannschaft
Seit 2012 spielte Kyaw Zin Phyo 20 Mal für die myanmarische Nationalmannschaft.

## Erfolge
Magwe FC
- General Aung San Shield

Sieger: 2016
Ayeyawady United
- Myanmar National League

Vizemeister: 2019